# Partito Liberale Radicale Autentico
Il Partito Liberale Radicale Autentico (in spagnolo Partido Liberal Radical Auténtico, PLRA) è un partito politico liberale del Paraguay. Venne fondato il 10 luglio 1887 come Centro Democrático, assumendo nel corso della sua storia varie denomoinazioni: nel 1890, assunse il nome di Partido Liberal; nel 1967 Partido Liberal Radical; dopo la sua rifondazione nel 1977, assunse infine nel 1978 la sua attuale denominazione, Partido Liberal Radical Auténtico. 

## Ideologia
Osservatore dell'Internazionale Liberale, il PLRA è il principale oppositore del conservatore Partito Colorado, attualmente al governo.
Il partito, nelle sue incarnazioni storiche, fece parte dei governi succedutisi in Paraguay tra il 1891 ed il 1940. Successivamente è stato tra le forze di opposizione ai regimi militari di Higinio Morínigo (1940-1948) e Alfredo Stroessner (1954-1989), subendo persecuzioni e arresti. Il partito fu tra le fazioni sconfitte nella guerra civile del 1947.

## Storia
Alle elezioni del 2003, il partito conquistò il 25% dei voti, con 21 seggi su 80 alla Camera e 12 su 45 al Senato.
Alle elezioni del 2008, il PLRA conquistò finalmente il potere, dopo 61 anni all'opposizione, grazie ad un'alleanza elettorale capeggiata da Fernando Lugo e composta da partiti di sinistra. In quel periodo aveva acquisito 26 deputati e 14 senatori, alla pari con i colorados.
Dopo l'impeachment di Lugo nel 2012, Federico Franco ha preso provvisoriamente il potere, fino al 2013, alle cui elezioni hanno trionfato i colorados.
I leader di partito sono regolarmente citati nei casi di corruzione.

## Risultati elettorali
| Elezione | Elezione | Voti    | %     | Seggi   |
| -------- | -------- | ------- | ----- | ------- |
| 2003     | Camera   | 379 066 | 25,16 | 21 / 80 |
| 2003     | Senato   | 374 854 | 25,39 | 12 / 45 |
| 2008     | Camera   | 500 040 | 28,27 | 27 / 80 |
| 2008     | Senato   | 507 413 | 28,69 | 14 / 45 |
| 2013     | Camera   | 656 301 | 29,25 | 27 / 80 |
| 2013     | Senato   | 588 054 | 26,17 | 13 / 45 |
| 2018     | Camera   | 420 821 | 17,74 | 30 / 80 |
| 2018     | Senato   | 570 205 | 24,18 | 13 / 45 |